# Friedrich Altemeier
Friedrich Altemeier (ur. 14 czerwca 1886 w Niederbecksen obecnie Bad Oeynhausen, zm. 18 września 1968 w Niemczech) – as lotnictwa niemieckiego Luftstreitkräfte z 21 zwycięstwami w I wojnie światowej.
Urodzony w Niederbecksen obecnie Bad Oeynhausen na przedmieściech Hanoweru Friedrich Altemeier pracował przed wojną dla zakładów Friedrich Krupp AG. W 1906 roku wstąpił do szkoły wojskowej, którą ukończył w 1908.
Po wybuchu I wojny światowej służył w kompanii karabinów maszynowych 57 Pułku Piechoty. W styczniu 1915 roku został ranny. 11 sierpnia 1915 roku został przeniesiony do służby w lotnictwie. Po przejściu szkolenia 21 lipca 1916 został przydzielony do Fliegerabteilung 62, a we wrześniu został przydzielony do Jasta 14. Na początku grudnia 1916 roku został przeniesiony do Jasta 24 i wkrótce mianowany na stopień  Offizierstellvertreter. W eskadrze pozostał do końca wojny uzyskując łącznie 21 potwierdzonych zwycięstw powietrznych. Ostatnie zwycięstwo odniósł 10 listopada 1918 roku i było to ostatnie zwycięstwo Jasta 24 w działaniach wojennych.
Friedrich Altemeier był wielokrotnie ranny w walce, za co został odznaczony srebrną Odznaką za Rany.

## Odznaczenia
- Krzyż Żelazny I Klasy
- Złoty Krzyż Zasługi Wojskowej – 11 kwietnia 1918